# Gliniok
Gliniok – przysiółek w Jastrzębiu-Zdroju. Gliniok leży w północno-wschodniej części miasta, pomiędzy dzielnicami Borynia, a Kolonia Borynia, niedaleko głównych ulic miasta – Powstańców Śląskich oraz 3 maja. Główną ulicą jest tu ulica im. gen. Józefa Bema. Przed 1963 rokiem (połączenie obecnych dzielnic miasta) prawdopodobnie należał do wsi Borynia. Położony przy granicy z Krzyżowicami.